# William Hickey
Pour les articles homonymes, voir Hickey.
William Hickey est un acteur américain, né le 19 septembre 1927 à Brooklyn (New York, États-Unis) et mort le 29 juin 1997 à New York (New York).

## Biographie
Il est tout spécialement connu pour son rôle de Don Corrado Prizzi dans le film de John Huston, L'Honneur des Prizzi (1985) qui lui valut une nomination aux Oscars 1986, pour son rôle de Ubertin de Casale dans Le Nom de la Rose en 1986 et pour sa voix dans la version américaine du Dr Finkelstein dans L'Étrange Noël de monsieur Jack de Tim Burton en 1993.

## Filmographie

### Cinéma
- 1957 : Une poignée de neige (A Hatful of Rain) : Apples
- 1957 : Le Bal des cinglés (Operation Mad Ball)
- 1961 : Au bout de la nuit (Something Wild) de Jack Garfein
- 1964 : Le Mercenaire de minuit (Invitation to a Gunfighter) : Jo-Jo
- 1968 : Les Producteurs (The Producers) : l'ivrogne au bar
- 1968 : L'Étrangleur de Boston (The Boston Strangler) de Richard Fleischer : Eugene T O'Rourke
- 1970 : Little Big Man : Historian
- 1971 : The Telephone Book : Man in bed
- 1971 : Happy Birthday, Wanda June (en) : Looseleaf Harper
- 1975 : 92 in the Shade : M. Skelton
- 1976 : Mikey et Nicky (Mikey and Nicky) : Sid Fine
- 1977 : La Sentinelle des maudits (The Sentinel) : Perry
- 1978 : Nunzio
- 1979 : Le Malin (Wise Blood) : Preacher
- 1982 : A Stranger Is Watching (en) : Max
- 1985 : L'Honneur des Prizzi (Prizzi's Honor) : don Corrado Prizzi
- 1985 : Remo sans arme et dangereux (Remo Williams: The Adventure Begins) : The Coney Island barker
- 1985 : Les Murs de verre (en) (Walls of Glass) : Papa
- 1986 : One Crazy Summer : Old Man Beckersted
- 1986 : Seize the Day (en) : Perls
- 1986 : Le Nom de la rose (Der Name der Rose) : Ubertin de Casale
- 1988 : Any Man's Death : Erich Schiller / Ernst Bauricke
- 1988 : Starlight: A Musical Movie : Billy Davis
- 1988 : Les Feux de la nuit (Bright Lights, Big City) : Ferret Man
- 1988 : Da : Drumm
- 1989 : It Had to Be You : Schornberg
- 1989 : Sons : Roger
- 1989 : Pink Cadillac : M. Barton
- 1989 : Mélodie pour un meurtre (Sea of Love) : Frank Keller Sr.
- 1989 : Puppet Master : Andre Toulon
- 1989 : Le sapin a les boules (National Lampoon's Christmas Vacation) : oncle Lewis
- 1990 : Hairway to the Stars : Husband
- 1990 : The Runestone (en) : Lars Hagstrom
- 1990 : Darkside, les contes de la nuit noire (Tales from the Darkside: The Movie) : Drogan (segment Cat From Hell)
- 1990 : Un pourri au paradis (My Blue Heaven) : Billy Sparrow
- 1990 : Mob Boss (vidéo) : Don Anthony
- 1993 : L'Étrange Noël de monsieur Jack (The Nightmare Before Christmas) : Dr Finkelstein (voix)
- 1994 : Hey Stranger : Major-domo
- 1995 : The Maddening (en) : Daddy
- 1995 : Jerky Boys, le film (The Jerky Boys: The Movie) de James Melkonian (en) : Don 'Uncle Freddy' Frederico
- 1995 : Major Payne : Dr Phillips
- 1995 : Oublions Paris (Forget Paris) : Arthur
- 1996 : Sandman : Sandman
- 1996 : Love Is All There Is de Joseph Bologna et Renée Taylor : Monsignor
- 1996 : Twisted : Andre
- 1997 : Better Than Ever : Walter
- 1997 : La Souris (Mousehunt) : Rudolph Smuntz
- 1999 : A Tekerölantos naplója
- 1999 : Knocking on Death's Door : Town Sheriff

### Télévision
- 1961 : Westinghouse Presents: The Dispossessed (téléfilm) : Carter
- 1967 : Androcles and the Lion (téléfilm)
- 1970 : The Ceremony of Innocence (en) (téléfilm) : Abbot
- 1972 : Between Time and Timbuktu (en) (téléfilm) : Stony Stevenson
- 1984 : On ne vit qu'une fois (One Life to Live) (série télévisée) : John Rupert
- 1985 : Izzy & Moe (en) (téléfilm) : Desk clerk
- 1986 : Stranded (téléfilm) : M. Pierson
- 1987 : A Hobo's Christmas (en) (téléfilm) : Cincinnati Harold
- 1990 : Les Contes de la Crypte (Tales from the Crypt) (série télévisée) : Carlton Webster
- 1991 : Ici bébé (Baby Talk) (série télévisée) : Fogarty
- 1995 : Au-delà du réel, l'aventure continue / The Outer Limits (série télévisée) : Harlan Hawkes (épisode 1.06 : Rendez-vous avec la mort).